# Faenza (stacja kolejowa)
Faenza (włoski: Stazione di Faenza) – stacja kolejowa w Faenzy, w regionie Emilia-Romania, we Włoszech. Znajdują się tu 4 perony. Jest zarządzana przez Centostazioni i Rete Ferroviaria Italiana.
Rocznie z usług stacji korzysta około 2,6 mln pasażerów.